# Росман, Маккензи
Макке́нзи Лин Ро́сман (англ. Mackenzie Lyn Rosman; род. 28 декабря 1989, Чарлстон, Южная Каролина, США) — американская актриса. Лауреат премии «Молодой актёр» (2004) за роль Рути Кэмден из телесериала «Седьмое небо», в котором она сыграла в 238-ми эпизодах в период 1996—2007 годов. Младшая сводная сестра умершей актрисы Кэтлин Салмонт (1986—2008).

## Фильмография
| Год       |    | Русское название        | Оригинальное название                    | Роль            |
| --------- | -- | ----------------------- | ---------------------------------------- | --------------- |
| 1996—2007 | с  | Седьмое небо            | 7th Heaven                               | Рути Камден     |
| 1998      | ф  | Гидеон                  | Gideon                                   | Молли Маклемор  |
| 2008      | ф  | Гордый американец       | Proud American                           | Бри             |
| 2009      | ф  | Лигейя Эдгара Аллана По | Ligeia                                   | Лорели          |
| 2010      | ф  | Затихающие крики        | Fading of the Cries                      | Джилл           |
| 2010—2011 | с  | Втайне от родителей     | The Secret Life of the American Teenager | Зои             |
| 2013      | ф  | Ночной посетитель       | Nightcomer                               | Ровена Хэмблтон |
| 2013      | ф  | Внизу                   | Beneath                                  | Деб             |
| 2013      | тф | Акула-призрак           | Ghost Shark                              | Ава             |